# Schläfli-symbool

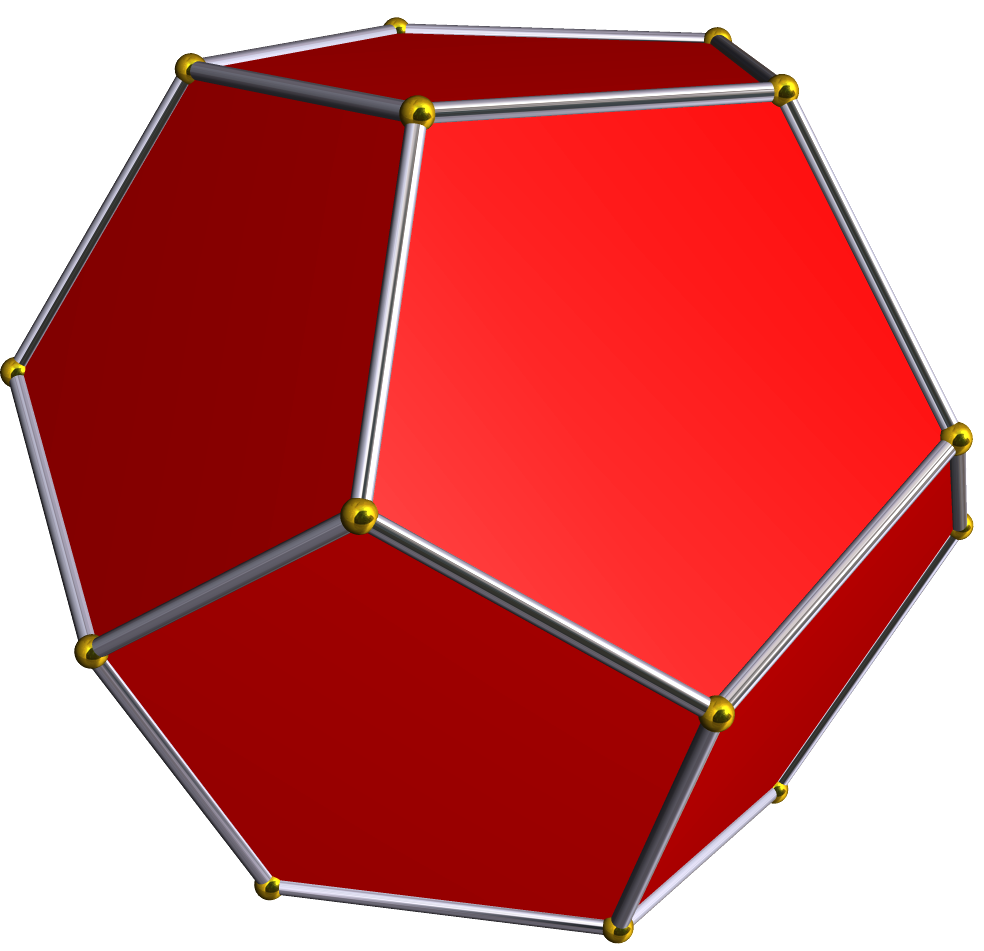
Het regelmatige twaalfvlak heeft schläfli-symbool {5,3}.

Het schläfli-symbool is een wiskundige notatie van de vorm {\displaystyle \{p,q,r,\ldots \}} die regelmatige polytopen en betegelingen definieert.
Het symbool is genoemd naar de 19e-eeuwse Zwitserse wiskundige Ludwig Schläfli.

## Voorbeelden
Schläfli ontwikkelde in de 19e eeuw een beknopte symbolische weergave voor regelmatige polytopen. Een licht gewijzigde vorm daarvan is de norm geworden. De notatie kan het best worden uitgelegd door per keer een dimensie toe te voegen.
In twee dimensies
Een convexe regelmatige veelhoek met {\displaystyle n} zijden wordt aangeduid met {\displaystyle \{n\}}. Een gelijkzijdige driehoek is dus {3}, een vierkant {4} en zo verder. Een regelmatige sterveelhoek die zich {\displaystyle m} keer rond haar centrum windt, wordt aangegeven door de fractionele waarde {\displaystyle \{n/m\}}, waarbij {\displaystyle n} en {\displaystyle m} onderling ondeelbaar zijn. Een regelmatig pentagram wordt dus weergegeven door {\displaystyle \{5/2\}}.
In drie dimensies
Een regelmatig veelvlak met als zijvlakken regelmatige {\displaystyle n}-hoeken en waar {\displaystyle p} zijvlakken samenkomen in een hoekpunt, wordt aangeduid met {\displaystyle \{n,p\}}. De vijf regelmatige veelvlakken worden aangeduid met {3,3}, {3,4}, {4,3}, {3,5} en {5,3}.
De vier kepler-poinsot-lichamen worden aangeduid met {5/2,5}, {5/2,3}, {3,5/2} en {5,5/2}. Bij de eerste twee van deze lichamen zijn de zijvlakken vijfpuntige sterren en komen in de hoekpunten vijf en drie sterren bij elkaar. De zijvlakken van deze twee lichamen, dus gelijkzijdige driehoeken en regelmatige vijfhoeken, doorsnijden bij de laatste twee lichamen in de hoekpunten elkaar 'stervormig'.
In vier dimensies
Een regelmatige polychoron of polycell met cellen {\displaystyle \{n,p\}} waar {\displaystyle q} cellen bij elkaar komen rond een rand, wordt aangeduid door {\displaystyle \{n,p,q\}}. De vertexfiguur van de polychoron is een {\displaystyle \{p,q\}}.
In vijf dimensies
Een vijfdimensionale regelmatige polytoop is een {\displaystyle \{n,p,q,r\}}. En zo verder.